# Киреев, Шаймухамед Шагизиганович
 Шаймухаме́д Шагизига́нович Кире́ев (5 июня 1922, Каракучуково, Уфимская губерния — 26 февраля 1993, Верхний Уфалей, Челябинская область) — бригадир участка «Красный стан» Уфалейского леспромхоза Челябинской области, Герой Социалистического Труда (1971). Участник Великой Отечественной войны.

## Биография
Шаймухамед Шагизиганович Киреев родился 5 июня 1922 года в с. Каракучуково (ныне — Урняк Чекмагушевского района Республики Башкортостан). Образование — неполное среднее.
Трудовую деятельность начал в 1938 году трактористом совхоза имени Куйбышева Чекмагушевского района. В 1941—1945 годах участвовал в Великой Отечественной войне. Воевал на Курской дуге, освобождал Львов, Брно, Будапешт, дошёл до Берлина. В 1946—1952 годах работал в Министерстве госбезопасности СССР. С 1952 года — бригадир строительного управления «Прокатстрой» треста «Челябметаллургстрой», затем грузчик, свальщик, обрубщик сучьев, бригадир участка «Красный стан» Уфалейского леспромхоза Челябинской области.
Бригада Ш. Ш. Киреева в годы восьмой пятилетки (1966—1970) считалась лучшей и шла в авангарде социалистического соревнования в леспромхозе. Бригада являлась школой передового опыта и работала под девизом «Дисциплина — стержень всего, дружба — помощник труду», результатом чего стало перевыполнение производственных заданий.
За выдающиеся успехи, достигнутые в выполнении заданий пятилетнего плана по развитию лесной и деревообрабатывающей промышленности, Указом Президиума Верховного Совета СССР от 7 мая 1971 года Ш. Ш. Кирееву присвоено звание Героя Социалистического Труда.
В 1982 году вышел на пенсию.	
Занесён в Книгу почёта Уфалейского леспромхоза (1966). Умер 26 февраля 1993 года.

## Награды
- Герой Социалистического Труда (1971)
- Награждён орденами Ленина (1971), Трудового Красного Знамени (1966), Отечественной войны I степени (6.11.1985)[1], медалями.